# Stienette Bosklopper
 (octobre 2018).
Si vous disposez d'ouvrages ou d'articles de référence ou si vous connaissez des sites web de qualité traitant du thème abordé ici, merci de compléter l'article en donnant les références utiles à sa vérifiabilité et en les liant à la section « Notes et références ».
Stienette Bosklopper, née aux Pays-Bas, est une productrice néerlandaise.

## Filmographie
- 1999 : One Man And His Dog de Annette Apon
- 2001 : Îles flottantes de Nanouk Leopold[2]
- 2005 : Guernesey de Nanouk Leopold[3]
- 2007 : Wolfsbergen de Nanouk Leopold[4]
- 2008 : Calimucho de Eugenie Jansen[5]
- 2010 : Brownian Movement de Nanouk Leopold[6]
- 2012 : Papa vient dimanche de Radu Jude[7]
- 2012 : Hemel de Sacha Polak[8]
- 2013 : A Long Story de Jorien van Nes[9]
- 2013 : It's All So Quiet de Nanouk Leopold[10]
- 2016 : Waldstille de Martijn Maria Smits
- 2018 : Cobain de Nanouk Leopold[11]